# Чуев, Феликс Иванович
Фе́ликс Ива́нович Чу́ев (4 апреля 1941, Свободный, Хабаровский край — 2 апреля 1999, Москва) — советский писатель, поэт, публицист.

## Биография
Родился 4 апреля 1941 года в городе Свободный Амурской области в семье лётчика. После окончания средней школы № 9 в Кишинёве поступил в Чугуевское военное авиаучилище лётчиков, но вскоре по состоянию здоровья был комиссован. После чего поступает на физико-математический факультет Кишинёвского государственного университета, а через год перевёлся в Московский энергетический институт на факультет автоматики и вычислительной техники, который окончил в 1964 году.
Определяющей для творчества стала тема лётчиков и судьбы послевоенного поколения. Начал печататься в 11 лет. В 20 лет Феликс Чуев выпускает первую книгу стихов «Год рождения 41-й». Потом он создаёт другие книги, среди которых «Соколиная песня крыла» (1970), «Отечество» (1972), «Награда» (1985), «Русский пламень» (1990) и другие.
Многие стихи Феликса Чуева стали песнями, музыка которых принадлежит народному артисту РСФСР Владимиру Шаинскому, народному артисту СССР Евгению Доге, народному артисту России Михаилу Чуеву, лауреату Артиады народов России Анатолию Зубкову, лауреату Артиады народов России Павлу Райгородскому, Александру Шемрякову, Владимиру Дружинину, лауреату Российской премии «Победа» Евгению Шмакову, заслуженному артисту России Виктору Голикову, Вячеславу Сподареву, Борису Кураеву, заслуженному работнику культуры России Виктории Филатовой и другим.
Феликс Чуев сочетал поэтический дар с талантом публициста. Он автор документально-художественных повестей о крупнейшем учёном Б. С. Стечкине и выдающемся авиаконструкторе С. В. Ильюшине, документальных повестей «Сто сорок бесед с Молотовым», «Солдаты империи» и других.
Член Союза писателей СССР и России.

Могила Чуева на Троекуровском кладбище Москвы. Надпись над надгробном памятнике, согласно которой Чуев Герой Социалистического Труда, указана как оценка его трудового вклада (см. ниже: Общественная организация «Постоянный Президиум Съезда народных депутатов СССР», возглавляемая Сажи Умалатовой, присвоила писателю в 1998 году звание «Героя Социалистического Труда»).

Скончался 2 апреля 1999 года. Похоронен в Москве на Троекуровском кладбище.

## Награды
- орден Дружбы народов (16.11.1984)
- медаль «За трудовое отличие» (28.10.1967)
- премия Ленинского комсомола (1987) — за создание произведений для детей и юношества и большую работу по эстетическому воспитанию молодёжи
- лауреат Артиады народов России
- премия ЦК ВЛКСМ имени Николая Островского
- лауреат XI Всемирного фестиваля молодёжи и студентов
- премия имени Николая Скоморохова
- премия Министерства обороны СССР

### Общественная награда
Общественная организация «Постоянный Президиум Съезда народных депутатов СССР», возглавляемая Сажи Умалатовой, присвоила писателю в 1998 году звание «Героя Социалистического Труда». С точки зрения государства, данное звание, как и прочие награждения, осуществлённые этой общественной организацией, государственной наградой не является и соответствующих прав для его носителя не порождает.

## Поэзия
Пародию на стихотворение Чуева «Двоечница»
Куплю рубаху, брюки темно-синие
пройдусь по половицам, как по льду,
и двоечницу, самую красивую,
на зависть всей площадке, уведу.
написал Александр Иванов

## Сочинения
- Год рождения 41-й. М., Советский писатель, 1964
- Красные асы. М., Советская Россия, 1966
- Избранная лирика. М., Молодая гвардия, 1967
- Гражданская лирика. Кишинев, 1968
- Соколиная песня крыла. М., Московский рабочий, 1970
- Ясно солнышко. М., Советский писатель, 1970
- Минута молчания. М., Молодая гвардия, 1971
- Отечество. М., Советская Россия, 1972
- Пилотка. М., Воениздат, 1973
- Виражи. М., Современник, 1976
- Святыни дней. М., Правда, 1976
- Пятый лепесток. М., Молодая гвардия, 1977
- Стечкин. М., Молодая гвардия, 1978, 1979. (ЖЗЛ)
- Земля небесная. М., Советский писатель, 1979
- Правое дело. М., Современник, 1980
- Гроздь муската голубая. М., Правда, 1982
- Величальное слово. М., Советская Россия, 1982
- Вечный лётчик. М., Воениздат, 1982.
- Звёздный путь. Ставрополь, 1982
- Избранное. М., Художественная литература, 1984
- Награда. М., Современник, 1985
- То, что сбывается. М., Московский рабочий, 1987
- Крылатая книга. М., Молодая гвардия, 1987
- Отражение (1988)
- Русский пламень. М., Советский писатель, 1990
- Сто сорок бесед с Молотовым. М., Терра, 1991. — 624 с., 300 000 экз.
- Порох. М., Воениздат, 1991
- Так говорил Каганович. М., Отечество, 1992
- Солдаты империи. Беседы. Воспоминания. Документы. — М.: Ковчег, 1998
- Ильюшин. М., Молодая гвардия, 1998. (ЖЗЛ)
- Ветер истории. М., 1999
- Молотов. Полудержавный властелин. М., Олма-пресс (серия «Досье»), 2000
- Каганович. Шепилов. М., Олма-пресс (серия «Досье»), 2001